# Hillerstorp
Hillerstorp – miejscowość (tätort) w Szwecji, w regionie administracyjnym (län) Jönköping, w gminie Gnosjö.
Według danych Szwedzkiego Urzędu Statystycznego liczba ludności wyniosła: 1746 (31 grudnia 2015), 1790 (31 grudnia 2018) i 1771 (31 grudnia 2019).